# Love Is a Crime
Love Is a Crime è una canzone della cantautrice statunitense Anastacia per la colonna sonora del film Chicago del 2002. Il video della canzone fu pubblicato ufficialmente solo nel 2014, sul canale Vevo di Anastacia; in precedenza la sua pubblicazione era stata bloccata per rispetto nei confronti della cantante, che in quel periodo stava combattendo contro un grave cancro al seno. Per lo stesso motivo il brano, inizialmente pensato per essere incluso nel terzo album di Anastacia, non fu più incluso in esso. La canzone però ha raggiunto la posizione numero 1 nella U.S. Dance Music/Club Play.

## Il video
Il video per Love Is a Crime è stato diretto da Matthew Rolston e girato il 17 gennaio 2003 a New York. Ha due sequenze principali: la prima presenta Anastacia cantare in una prigione. Nella seconda Anastacia e i suoi ballerini sono vestiti da gangster e ballano con le pistole davanti ad uno schermo blu. Sono presenti anche scene del film Chicago.
C'è anche una versione alternativa del video, mostrata degli Stati Uniti. La trama di base è la stessa, con alcune scene aggiunte, tra cui una con Anastacia vestita di rosso e senza i classici occhiali. In più, nella scena in cui è vestita da gangster lo schermo dietro lei è i ballerini è verde.
Quando Anastacia ha girato il video, aveva 40 °C di febbre.

## Tracce
1. "Love Is a Crime" [Thunderpuss Club Mix]
2. "Love Is a Crime" [Thunderpuss Dub Mix]
3. "Love Is a Crime" [Thunderpuss Tribeapella]
4. "Love Is a Crime" [Cotto's Doin' The Crime Mix]
5. "Love Is a Crime" [Cotto's Luv Is A Dub]
6. "Love Is a Crime" [Album Version]

## Classifiche
| Classifica (2003) | Massima posizione |
| ----------------- | ----------------- |
| Polonia           | 15                |